# Mortes em novembro de 2013
Mortes em 2013: ← Janeiro – Fevereiro – Março – Abril – Maio – Junho – Julho – Agosto – Setembro – Outubro – Novembro – Dezembro →
Esta é uma relação de pessoas notáveis que morreram durante o mês de novembro de 2013, listando nome, nacionalidade, ocupação e ano de nascimento.

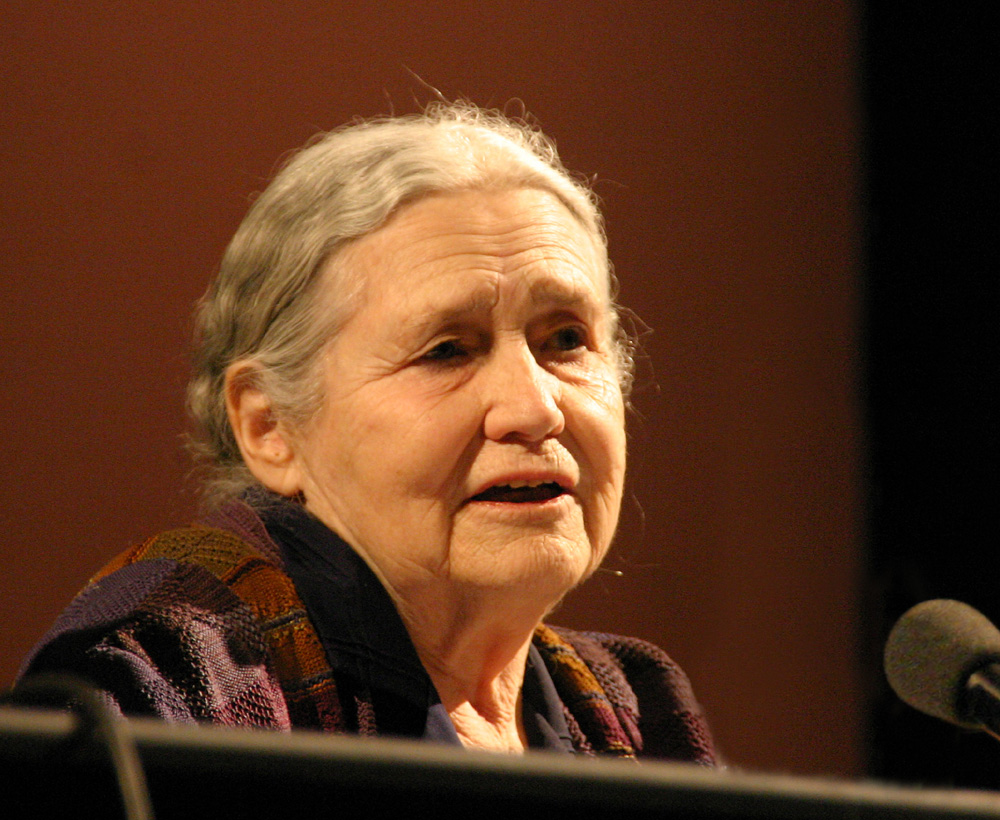
Doris Lessing, escritora britânica.

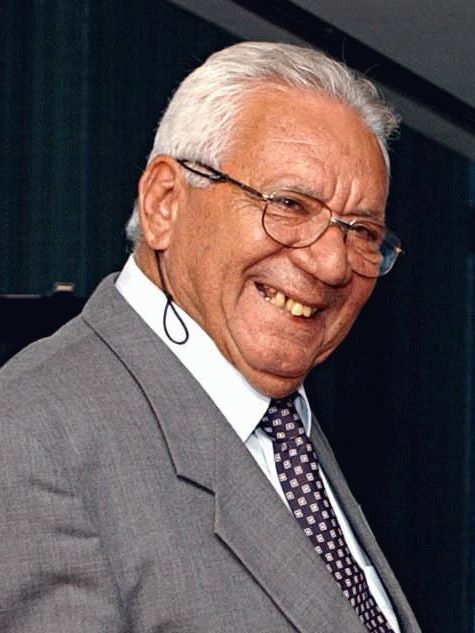
Nílton Santos, futebolista brasileiro.

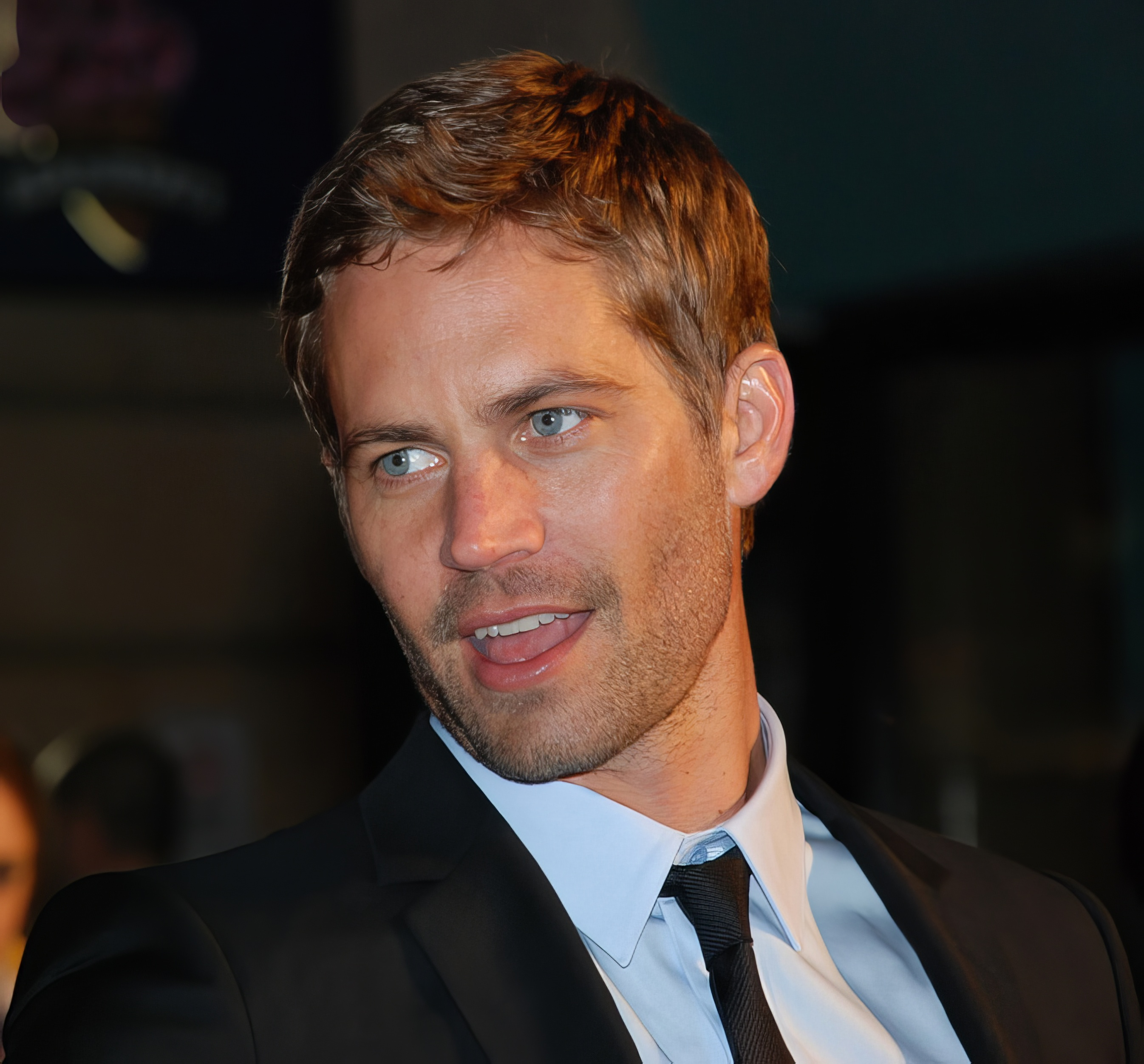
Paul Walker, ator estadunidense.

| Dia | Nome                    | Profissão ou motivo de reconhecimento | País de nascimento | Ano de nasc. | Ref           |
| --- | ----------------------- | ------------------------------------- | ------------------ | ------------ | ------------- |
| 1   | Liminha                 | Futebolista                           | Brasil             | 1944         | [ 1 ]         |
| 2   | Walt Bellamy            | Jogador de basquete                   | Estados Unidos     | 1939         | [ 2 ]         |
| 6   | Jorge Dória             | Ator e comediante                     | Brasil             | 1920         | [ 3 ]         |
| 6   | Roberto Zárate          | Futebolista                           | Argentina          | 1932         | [ 4 ]         |
| 7   | Amparo Rivelles         | Atriz                                 | Espanha            | 1925         | [ 5 ]         |
| 7   | Manfred Rommel          | Político                              | Alemanha           | 1928         | [ 6 ]         |
| 10  | Vijaydan Detha          | Escritor                              | Índia              | 1926         | [ 7 ]         |
| 12  | Délcio Carvalho         | Cantor e compositor                   | Brasil             | 1939         | [ 8 ]         |
| 12  | Aleksandr Serebrov      | Astronauta                            | Rússia             | 1944         | [ 9 ]         |
| 12  | Antônio Firmino         | Ator                                  | Brasil             | 1979         | [ 10 ]        |
| 12  | Gustavo Rosa            | Artista plástico                      | Brasil             | 1946         | [ 11 ]        |
| 12  | John Tavener            | Compositor                            | Estados Unidos     | 1944         | [ 12 ]        |
| 12  | Sérgio Grilo            | Ator                                  | Portugal           | 1973         | [ 13 ]        |
| 13  | Todd Christensen        | Jogador de futebol americano          | Estados Unidos     | 1956         | [ 14 ]        |
| 13  | Giuseppe Casari         | Futebolista                           | Itália             | 1922         | [ 15 ]        |
| 14  | Hari Krishna Devsare    | Escritor                              | Índia              | 1938         | [ 16 ]        |
| 15  | Karla Álvarez           | Atriz                                 | México             | 1972         | [ 17 ]        |
| 15  | Glafkos Klerides        | Ex-presidente                         | Chipre             | 1919         | [ 18 ]        |
| 17  | Doris Lessing           | Escritora                             | Reino Unido        | 1919         | [ 19 ] [ 20 ] |
| 19  | Diane Disney Miller     | Filantropa                            | Estados Unidos     | 1933         | [ 21 ]        |
| 19  | Frederick Sanger        | Bioquímico                            | Inglaterra         | 1918         | [ 22 ]        |
| 22  | Jancarlos               | Futebolista                           | Brasil             | 1983         | [ 23 ]        |
| 24  | Amedeo Amadei           | Futebolista                           | Itália             | 1921         | [ 24 ]        |
| 25  | Chae Myung-shin         | Militar                               | Coreia do Sul      | 1926         | [ 25 ]        |
| 25  | Al Plastino             | Desenhista                            | Estados Unidos     | 1921         | [ 26 ]        |
| 26  | Cayetano Ré             | Futebolista e treinador               | Paraguai           | 1938         | [ 27 ]        |
| 26  | Chico Hamilton          | Músico                                | Estados Unidos     | 1921         | [ 28 ]        |
| 26  | Saul Leiter             | Fotógrafo e pintor                    | Estados Unidos     | 1923         | [ 29 ]        |
| 27  | Nílton Santos           | Futebolista                           | Brasil             | 1925         | [ 30 ]        |
| 28  | Mitja Ribičič           | Ex-primeiro-ministro                  | Eslovênia          | 1919         | [ 31 ]        |
| 29  | Valdis Muižnieks        | Jogador de basquete                   | Letônia            | 1935         | [ 32 ]        |
| 30  | Doriano Romboni         | Motociclista                          | Itália             | 1968         | [ 33 ]        |
| 30  | Waldyr Calheiros Novaes | Bispo                                 | Brasil             | 1923         | [ 34 ]        |
| 30  | Paul Walker             | Ator                                  | Estados Unidos     | 1973         | [ 35 ]        |
| 30  | João Araújo             | Produtor musical                      | Brasil             | 1935         | [ 36 ]        |